# Les Funérailles de la Grande Mémé
 (décembre 2012).
Les Funérailles de la Grande Mémé est un recueil de nouvelles de l'écrivain colombien Gabriel García Márquez publié en 1962.
Il s'agit d'un recueil de huit nouvelles (contes selon la dénomination de Márquez) représentatives du réalisme magique.
Dans ces courts récits, Gabriel García Márquez expose ses préoccupations sur les thèmes de la mémoire, du temps, de la mort et de la solitude.

## Liste des contes
- La siesta del martes
- Un día de estos
- Il n'y a pas de voleur dans ce village (En este pueblo no hay ladrones)
- La prodigiosa tarde de Baltazar
- La viuda de Montiel
- Un día después del sábado
- Rosas artificiales
- Les Funérailles de la Grande Mémé (Los funerales de la Mamá Grande)